# Nelson Daniel Gutiérrez Luongo
Nelson Daniel Gutiérrez Luongo és un exfutbolista uruguaià, que jugava de defensa. Va nàixer a Montevideo el 13 d'abril de 1962.
Va començar la seua carrera en 1980 amb el CA Peñarol, amb qui guanya el campionat lliguer de 1981 i 1982. Eixe mateix any, el Peñarol s'imposa a la Libertadores i a la Intercontinental.
El 1985 fitxa per l'Atlético Nacional de Colòmbia, però els pocs mesos canvia de destinació i recala al River Plate argentí. Amb River, guanya el campionat 85/86, així com la Libertadores. També hi guanyaria la Interamericana i una segona Intercontinental.
A finals dels 80 marxa al continent europeu, tot jugant als clubs italians de la SS Lazio i del Hellas Verona. Entre 1991 i 1993 milita al CD Logroñes, de la lliga espanyola, i retorna al seu país.
De nou al Peñarol, guanya el campionat local en 1993, 1994, 1995 i 1996. Es retiraria el 1997, després de jugar al Defensor Sporting Club.

## Selecció
Nelson Gutiérrez va ser un dels jugadors clàssics dels charrúa a la dècada dels 80. Hi va comptar 57 aparicions. Amb el combinat del seu país hi va participar en els Mundials de 1986 i 1990, així com a la Copa Amèrica de 1987 i 1989.